# Distretto di Khueang Nai
Il distretto di Khueang Nai (in thailandese: เขื่องใน) è un distretto (amphoe) della Thailandia, situato nella provincia di Ubon Ratchathani.